# Paul Pilgrim
Paul Henry Pilgrim (New York, 26 oktober 1883 – White Plains, 8 januari 1958) was een Amerikaanse atleet, die was gespecialiseerd in de 400 m en de 800 m. Hij won drie gouden medailles op de Olympische Spelen.

## Biografie
Op de Olympische Spelen van 1904 in St. Louis nam hij zonder succes deel aan de 400 m en de 800 m. Hij werd zesde op de wedstrijd over 4 mijl en hielp de New York Athletic Club (NYAC) aan een gouden medaille.
In 1906 op de Olympische Spelen van Athene werd hij op het laatste moment toegevoegd aan het Amerikaanse olympische team. Hierdoor reisde hij zelfstandig naar Athene en miste zodoende ook de golf die over het scheepsdek spoelde en een aantal atleten van het Amerikaanse team uitschakelde waaronder de favoriet op de 400 m Harry Hillman. Pilgrim plaatste zich voor de 400 m-finale en liep op het laatste rechte eind in een derde positie. Bij de sprint liep hij de Brit Wyndham Halswelle en de Australische Nigel Barker voorbij en won de wedstrijd in 53,2 s. Bij de 800 m passeerde hij in de laatste ronde Jim Lightbody en won met minder dan een meter verschil. Deze medailles staan niet vermeld in het overzicht van het International Olympisch Comité, dat met terugwerkende kracht deze Spelen niet als echte Olympische Spelen beschouwt.
Na zijn overwinning op de Spelen van Athene, won hij geen grote wedstrijden meer. Op de Olympische Spelen van 1908 in Londen nam hij deel aan de 400 m, maar sneuvelde hierbij in de kwalificatieronde. Hij werkte bij de New York Athletic Club, waar ook een van zijn medailles wordt tentoongesteld.

## Titels
- Olympisch kampioen 400 m - 1906
- Olympisch kampioen 800 m - 1906
- Olympisch kampioen Mannen 4 mijl team - 1904

## Palmares

### 400 m
- 1904: 7-12 Olympische Spelen
- 1906:  OS - 53,2 s

### 800 m
- 1904: 7-13 Olympische Spelen
- 1906:  OS - 2.01,5

### Mannen 4 mijl team
- 1904:  OS - 27 p